# Ugiova reakce
Ugiova reakce je vícesložková organická reakce, při které reagují aldehyd nebo keton, amin, isokyanid a karboxylová kyselina za vzniku α-amidoamidu.
Reakce je pojmenována po Ivarovi Karlu Ugim, který ji v roce 1959 objevil.
Reakce je exotermní a často je dokončená již několik minut po přidání isokyanidu. Nejvyšší výtežnosti se dosahuje při vysoké počásteční koncentraci (0,5 až 2,0 mol·dm−3) reaktantů. Reakce dobře probíhá při použití aprotických polárních rozpouštědel, jako je dimethylformamid, úspěšně však byly použity také ethanol a methanol. I při nekatalyzované reakci je výtěžnost obecně vysoká.
Vzhledem k tomu, že produkty Ugiových reakcí mají potenciál ovlivňovat vlastnosti bílkovin, tak proběhlo několik pokusů o enantioselektivní Ugiovy reakce, prvního úspěchu bylo dosaženo v roce 2018.

## Mechanismus
Pravděpodobný mechanismus Ugiovy reakce vypadá takto:
Amin 1 a keton 2 vzájemnou reakcí vytvoří za odštěpení molekuly vody imin 3. Jeho výměnou protonu s karboxylovou kyselinou 4 vzniká iminiový ion 5, na který se koncovým uhlíkem nukleofilně připojí isokyanid 6, čímž se vytvoří nitriliový ion 7. Na tento meziprodukt se nukleofilně naaduje anion karboxylové kyseliny za vzniku látky 8. Konečným krokem je Mummův přesmyk R4 acylové skupiny z kyslíku na dusík. Všechny kroky kromě závěrečného přesmyku jsou vratné.
V podobné Passeriniově reakci (při níž není přítomen amin) isokyanid reaguje přímo s karbonylovou sloučeninou, ostatní vlastnosti reakce jsou však stejné. Může probíhat souběžně s Ugiho reakcí a být tak zdrojem nečistot.

## Varianty
Použití bifunkčních reaktantů výrazně rozšiřuje spektrum možných produktů reakce. Několik ze zkoumaných možností vedlo k zajímavým výsledkům. Byla vyzkoušena kombinace Ugiho reakce s vnitromolekulární Dielsovou–Alderovou reakcí.
Další možností je Ugiova-Smilesova reakce, kdy je karboxylová kyselina nahrazena některým z fenolů. Při této reakci namísto Mummova přesmyku proběhne Smilesův přesmyk.
| Ugiova–Dielsova–Alderova reakce |  | Ugiova–Smilesova reakce |
| Ugiova–Dielsova–Alderova reakce |  | Ugiova–Smilesova reakce |

Je také možná kombinace s Buchwaldovou–Hartwigovou reakcí. Při Ugiově–Heckově reakci je druhým krokem Heckova reakce.
| Ugiova-Buchwaldova–Hartwigova reakce   |  | Ugiova-Heckova reakce |
| Ugiova–Buchwaldova–Hartwigova reaction |  | Ugiova–Heckova reakce |

#### Kombinace aminu a karboxylové kyseliny
Byla popsána Ugiova reakce s použitím směsi aldehydů a karboxylových kyselin za vzniku různě velkých molekul laktamů a také příprava γ-laktamů z ketokyselin.

## Využití
Ugiovou reakcí se vyrábí některá léčiva, například indinavir, lidokain a bupivakain.